# 名古屋東郵便局
名古屋東郵便局（なごやひがしゆうびんきょく）は愛知県名古屋市東区にある郵便局。民営化前の分類では集配普通郵便局であった。

## 概要

### 住所
〒461-8799：愛知県名古屋市東区白壁5-11

### 分室
分室はなし。過去に存在した分室は以下のとおり。
- 常盤ホテル内分室 - 1957年（昭和32年）に廃止。

## 沿革
- 1945年（昭和20年）4月1日 - 北区光音寺町に神鋼分室を設置[1]。
- 1947年（昭和22年）8月15日 - 東区横代官町に、常盤ホテル内分室を設置[2]。
- 1950年（昭和25年）10月8日 - 常盤ホテル内分室を一時閉鎖[3]。
- 1957年（昭和32年）12月1日 - 常盤ホテル内分室を、閉鎖のまま廃止。
- 1964年（昭和39年）11月24日 - 電話通話および和文電報受付事務を開始。
- 1994年（平成6年）7月1日 - 外国通貨の両替および旅行小切手の売買に関する業務取扱を開始。
- 2007年（平成19年）10月1日 - 民営化に伴い、併設された郵便事業名古屋東支店に一部業務を移管。
- 2012年（平成24年）10月1日 - 日本郵便株式会社発足に伴い、郵便事業名古屋東支店を名古屋東郵便局に統合。

## 取扱内容
- 郵便、印紙、ゆうパック、内容証明
- 貯金、為替、振替、振込、国際送金、外貨両替・トラベラーズチェック、国債、投資信託
- 生命保険、バイク自賠責保険、自動車保険
- 地方公共団体事務（名古屋市バス・電車利用券などの交付）
- ゆうちょ銀行ATM
- 「461-00xx」区域（名古屋市東区の全域）の集配業務
- ゆうゆう窓口

## 周辺
- 名古屋市東区役所
- 愛知県立愛知商業高等学校
- 名古屋市立工芸高等学校
- 金城学院中学校・高等学校
- 東海中学校・高等学校
- 徳川美術館
- 敷島製パン本社
- 国道19号（下街道）
- 愛知県道215号田籾名古屋線（出来町通）

## アクセス
- 名鉄瀬戸線 尼ヶ坂駅から南東へ約800m（徒歩で約9分）。
- 名古屋市営バス「赤塚白壁」停留所もしくは「白壁」停留所下車。
- 名古屋高速1号楠線 黒川出入口から南東へ約2km。
- 駐車場あり：15台。